# Xu Lili (haltérophile)
Pour les articles homonymes, voir XU.
Xu Lili (en chinois : 徐丽丽), née le 1er février 1981 à Chifeng (Mongolie-Intérieure), est une haltérophile handisport chinoise concourant en -73 kg. Elle double médaillée d'argent aux Jeux paralympiques (2016, 2020) et double championne du monde (2017, 2021).

## Carrière
Elle perd l'usage de ses jambes à cause de la poliomyélite.
En 2017, elle remporte son premier titre mondial à Mexico, un an après sa médaille d'argent aux Jeux de Rio. En 2021, elle conserve sa médaille d'argent lors des Jeux de Tokyo.